# Ludo Dierickx
Pour les articles homonymes, voir Dierickx.
Ludo Dierickx, né le 10 août 1929 à Berchem (Anvers) où il est décédé le 8 avril 2009, est un homme politique belge flamand, membre de Groen!, cofondateur d'Agalev.
Il étudia le droit à l'université de Gand et au Collège d'Europe à Bruges.
Antinationaliste et fédéraliste européen convaincu, il fonda un centre d'études et d'information européennes.
Après un passage au cabinet du ministre de l'Intérieur Arthur Gilson (62-65), il dirigea la Vereniging van Openbare Verzorgingsinstellingen (68-81) et fut membre du comité de gestion de l'INAMI.

## Carrière politique
- 1981-1988 : député au parlement fédéral
- 1988-1995 : sénateur belge